# سان‌شاین ۳۷۴۲
سیارک ۳۷۴۲ (به انگلیسی: 3742 Sunshine، نامگذاری:1981EQ27) سه هزار و هفتصد و چهل و دومین سیارک کشف شده‌است که در ۲ مارس ۱۹۸۱ کشف شد.
قدر مطلق سیارک برابر ۱۳٫۶۰ است.